# Campeonato Asiático de Andebol Masculino
O Campeonato Asiático de Handebol Masculino(pt-BR) ou Campeonato Asiático de Andebol Masculino(pt-PT?) é um campeonato internacional disputado entre as seleções nacionais de handebol/andebol filiadas à Federação Asiática de Handebol.
Além de se conhecer o campeão continental, o torneio também serve como qualificatória para o Campeonato Mundial de Andebol Masculino que ocorre nos anos subsequentes.

## Histórico
| 1977 Detalhes | Cuaite    | Japão         | 24–14       | Coreia do Sul | China          | 38–16             | Kuwait                 |
| 1979 Detalhes | Nanquim   | Japão         | Round robin | China         | Kuwait         | Round robin       | Palestina              |
| 1983 Detalhes | Seul      | Coreia do Sul | 25–19       | Japão         | Kuwait         | 31–21             | Bahrein M              |
| 1987 Detalhes | Amã       | Coreia do Sul | Round robin | Japão         | Kuwait         | Round robin       | China                  |
| 1989 Detalhes | Pequim    | Coreia do Sul | Round robin | Japão         | Kuwait         | Round robin       | China                  |
| 1991 Detalhes | Hiroshima | Coreia do Sul | 27–23       | Japão         | China          | 29–17             | Catar                  |
| 1993 Detalhes | Manama    | Coreia do Sul | 26–22       | Kuwait        | Japão          |                   | Arábia Saudita         |
| 1995 Detalhes | Cuaite    | Kuwait        | Round robin | Coreia do Sul | Bahrein M      | Round robin       | Japão                  |
| 2000 Detalhes | Kumamoto  | Coreia do Sul | Round robin | China         | Japão          | Round robin       | Taipé Chinês           |
| 2002 Detalhes | Ispaão    | Kuwait        | 29–25       | Catar         | Arábia Saudita | 38–33             | Coreia do Sul          |
| 2004 Detalhes | Doha      | Kuwait        | 28–24       | Japão         | Catar          | 27–26             | Bahrein                |
| 2006 Detalhes | Bangkok   | Kuwait        | 33–30       | Coreia do Sul | Catar          | 21–20             | Irã                    |
| 2008 Detalhes | Ispaão    | Coreia do Sul | 27–21       | Kuwait        | Arábia Saudita | 24–23             | Irã                    |
| 2010 Detalhes | Beirute   | Coreia do Sul | 32–25       | Bahrein       | Japão          | 33–30 Prorrogação | Arábia Saudita         |
| 2012 Detalhes | Jidá      | Coreia do Sul | 23–22       | Catar         | Arábia Saudita | 25–21             | Japão                  |
| 2014 Detalhes | Manama    | Catar         | 27–26       | Bahrein       | Irã            | 29–23             | Emirados Árabes Unidos |
| 2016 Detalhes | Manama    | Catar         | 27–22       | Bahrein       | Japão          | 25–16             | Arábia Saudita         |

## Conquistas por país
| Ordem | País           | Medalha de ouro | Medalha de prata | Medalha de bronze |    |
| ----- | -------------- | --------------- | ---------------- | ----------------- | -- |
| 1     | Coreia do Sul  | 9               | 3                | 0                 | 12 |
| 2     | Kuwait         | 4               | 2                | 4                 | 10 |
| 3     | Japão          | 2               | 5                | 4                 | 11 |
| 4     | Catar          | 2               | 2                | 2                 | 6  |
| 5     | Bahrein        | 0               | 3                | 1                 | 4  |
| 6     | China          | 0               | 2                | 2                 | 4  |
| 7     | Arábia Saudita | 0               | 0                | 3                 | 3  |
| 8     | Irã            | 0               | 0                | 1                 | 1  |
| Total | Total          | 16              | 16               | 16                | 48 |

## Nações participantes
| Pais                   | 1977 | 1979 | 1983 | 1987 | 1989 | 1991 | 1993 | 1995 | 2000 | 2002 | 2004 | 2006 | 2008 | 2010 | 2012 | 2014 | Total |
| ---------------------- | ---- | ---- | ---- | ---- | ---- | ---- | ---- | ---- | ---- | ---- | ---- | ---- | ---- | ---- | ---- | ---- | ----- |
| Arábia Saudita         | 8º   |      | 5º   |      | 5º   | 10º  | 4º   |      |      | 3º   | 5º   |      | 3º   | 4º   | 3º   | 6º   | 11    |
| Bahrein                | 6º   |      | 4º   | 5º   |      | 5º   | 6º   | 3º   |      | 7º   | 4º   | 6º   | 10º  | 2º   | 6º   | 2º   | 13    |
| Catar                  |      |      | 6º   | 6º   | 6º   | 4º   | 7º   |      |      | 2º   | 3º   | 3º   | 5º   | 5º   | 2º   | 1º   | 12    |
| Cazaquistão            |      |      |      |      |      |      | 11º  | 8º   |      |      |      |      |      |      |      |      | 2     |
| China                  | 3º   | 2º   |      | 4º   | 4º   | 3º   | 5º   | 5º   | 2º   |      |      | 8º   | 7º   | 9º   |      | 11º  | 12    |
| Coreia do Norte        |      |      |      |      |      | 9º   |      |      |      |      |      |      |      |      |      |      | 1     |
| Coreia do Sul          | 2º   |      | 1º   | 1º   | 1º   | 1º   | 1º   | 2º   | 1º   | 4º   |      | 2º   | 1º   | 1º   | 1º   | 5º   | 14    |
| Emirados Árabes Unidos | 9º   |      |      |      |      | 6º   | 8º   | 6º   |      |      | 6º   |      | 8º   | 11º  | 7º   | 4º   | 9     |
| Hong Kong              |      |      | 8º   |      | 9º   |      |      |      |      |      |      |      |      |      |      |      | 2     |
| Índia                  |      | 5º   |      |      |      |      |      | 9º   |      |      |      |      |      |      |      |      | 2     |
| Irã                    |      |      |      |      | 8º   | 11º  | 9º   |      | 5º   | 5º   | 7º   | 4º   | 4º   | 7º   | 5º   | 3º   | 11    |
| Iraque                 | 5º   |      |      |      |      |      |      |      |      |      |      |      |      | 10º  |      | 10º  | 3     |
| Japão                  | 1º   | 1º   | 2º   | 2º   | 2º   | 2º   | 3º   | 4º   | 3º   | 6º   | 2º   | 5º   | 6º   | 3º   | 4º   | 9º   | 16    |
| Jordânia               |      |      | 7º   | 9º   |      |      |      |      |      |      | 8º   | 7º   |      | 12º  | 9º   |      | 6     |
| Kuwait                 | 4º   | 3º   | 3º   | 3º   | 3º   | 8º   | 2º   | 1º   |      | 1º   | 1º   | 1º   | 2º   |      | 8º   | 7º   | 14    |
| Líbano                 |      |      |      |      |      |      |      |      |      |      |      |      | 9º   | 8º   |      |      | 2     |
| Nepal                  |      |      |      | 11º  |      |      |      |      |      |      |      |      |      |      |      |      | 1     |
| Omã                    |      |      |      |      |      |      |      |      |      |      | 9º   |      |      |      |      | 8º   | 2     |
| Palestina              | 7º   | 4º   |      | 10º  |      |      |      |      |      |      |      |      |      |      |      |      | 3     |
| Síria                  |      |      |      | 8º   |      | 12º  | 12º  |      |      |      |      |      |      | 6º   |      |      | 4     |
| Taipé Chinês           |      |      |      | 7º   | 7º   | 7º   | 10º  | 7º   | 4º   |      |      |      |      |      |      |      | 6     |
| Tailândia              |      |      |      |      |      |      |      |      |      |      |      | 9º   |      |      |      |      | 1     |
| Uzbequistão            |      |      |      |      |      |      |      |      |      |      |      |      |      |      | 10º  | 12º  | 2     |
| Participantes          | 9    | 5    | 8    | 11   | 9    | 12   | 12   | 9    | 5    | 7    | 9    | 9    | 10   | 12   | 10   | 12   |       |